# Crocidura fingui
Crocidura fingui — вид ссавців родини Soricidae. Це ендемік острова Принсіпі в Сан-Томе і Принсіпі.
Таксономія
Раніше вважалося, що це острівна популяція мускусної землерийки (C. poensis), виду, поширеного на більшій частині материкової Західно-Центральної Африки, морфологічний і філогенетичний аналіз 2015 року виявив, що це окремий (хоча і близькоспоріднений) вид.
Видовий епітет fingui — це назва цього виду місцевою мовою принсипійської креольської.

## Опис
Його довжина від голови до крижа становить 75,3–107,2 міліметра, а хвіст становить від 49% до 70% довжини тіла. І шерсть, і шкіра темного кольору.

## Статус
Про цей вид відомо небагато, тому в Червоному списку МСОП він класифікується як «Недостатньо даних». Однак він може зіткнутися зі значною загрозою через хижацтво з боку диких кішок (Felis catus), як у випадку з C. thomensis.